# Gnophos supinata
Gnophos supinata là một loài bướm đêm trong họ Geometridae.